# Інтелектуал
Інтелектуал (фр. intellectuel, англ. intellectual) — людина, що займається критичним мисленням, дослідженнями або рефлексіями стосовно суспільства або інших галузей знання, пропонує вирішення актуальних проблем і має певний авторитет як публічна особа.

## Етимологія
Слово «інтелект» запозичене з французької. Походить від латинського intellego — «відчуваю, сприймаю, пізнаю, думаю». Утворене з префікса inter-, спорідненого з давньоіндійським antar, antarah — «внутрішній», та дієслова lego — «збираю, читаю, слухаю».

## Історія
У Великій Британії XVIII століття синонімічний «інтелектуалу» вираз — man of letters, в буквальному перекладі «людина літер». Вказував на відмінність між тими, хто вмів читати й писати, та неписьменними. Коли кількість людей з освітою збільшилася, men of letters стали називати тих, хто пише про літературу — критиків, есеїстів і журналістів.
У Франції часів Просвітництва (XVI—XVIII ст.) інтелектуалами в сучасному значенні були literati, в перекладі з латини «письменні». Literati називалися громадяни «Республіки листів», європейської спільноти вчених і науковців, які листувалися й обмінювалися публікаціями. До literati також належали відвідувачі французьких салонів — літературних, художніх чи політичних гуртків, що їх організовували освічені жінки у себе вдома. В сучасній англійській literati — лайливе слово, яким журналісти називають інтелектуалів.
Intellectuel як іменник французи почали вживати в 1890-х. Писали його курсивом або з великої літери.
13 січня 1898 року Еміль Золя надрукував у газеті L'Aurore відкритого листа президентові Феліксу Фору. Звинувачував уряд в антисемітизмі. Вимагав перегляду справи француза єврейського походження Альфреда Дрейфуса, якому за шпигунство на користь німецького Рейха присудили довічне ув'язнення. Наступного дня Золя підтримали професори, студенти, літератори, митці, журналісти. Їхню колективну петицію антидрейфусарій Моріс Баррес назвав «Протестом інтелектуалів». Слово спершу було образливим — позначало осіб, які вимагають того, що заперечує більшість французів.
Фрідріх Гаєк (1899-1992) визначив інтелекуталів як "професійних секонд-хенд торгівців ідеями".